# Список пресмыкающихся Кипра
Список пресмыкающихся Кипра
На территории Кипра представлены 3 вида черепах, 11 видов ящериц, 11 видов змей.
Эндемиками Кипра из них являются 2 вида и 8 подвидов.

## ОтрядЧерепахи(Testudines)
- Семейство Морские черепахи (Chelonidae)
  - Род Зелёные черепахи (Chelonia)[1]
    - Вид Зелёная черепаха (Chelonia mydas);

  - Род Логгерхеды, или Головастые черепахи (Carreta)[1]
    - Вид Логгерхед, или головастая черепаха (Caretta caretta)

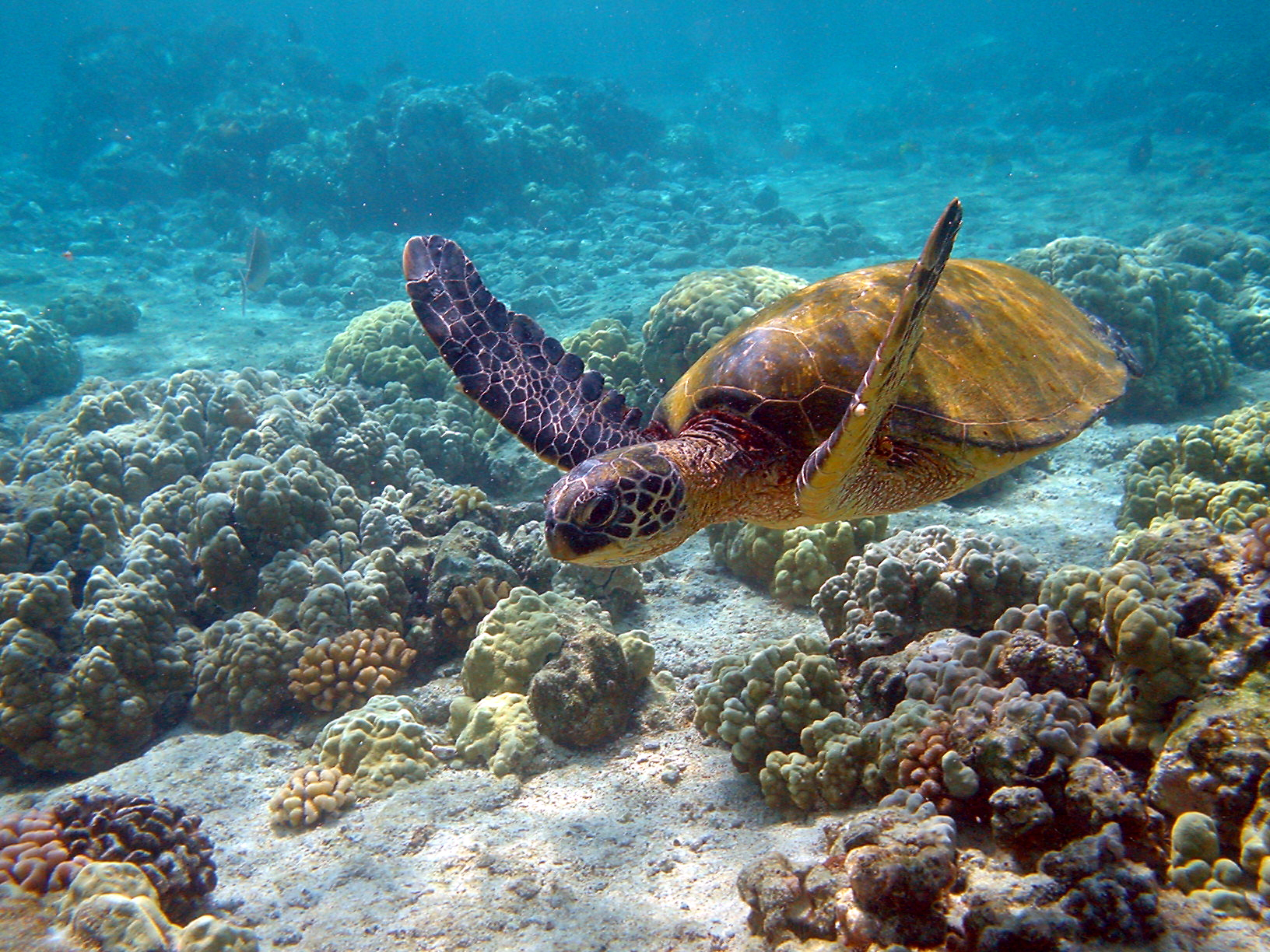
Зелёная черепаха
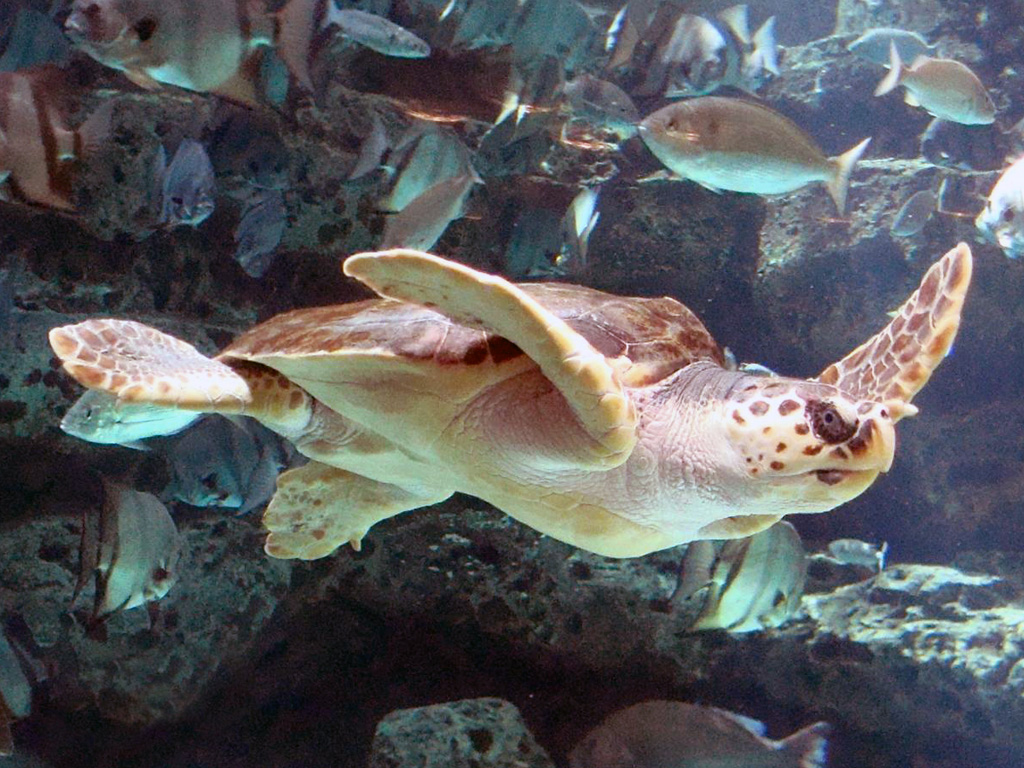
Логгерхед

- Семейство Азиатские пресноводные черепахи (Geoemydidae)
  - Род Водные черепахи (Mauremys)
    - Вид Mauremys rivulata[2]

## ОтрядЯщерицы(Sauria)
- Семейство Хамелеоны (Chamaeleonidae)
  - Род Настоящие хамелеоны (Chamaeleo)
    - Вид Обыкновенный хамелеон (Chamaeleo chamaeleon)
      - Подвид Chamaeleo chamaeleon recticrista;

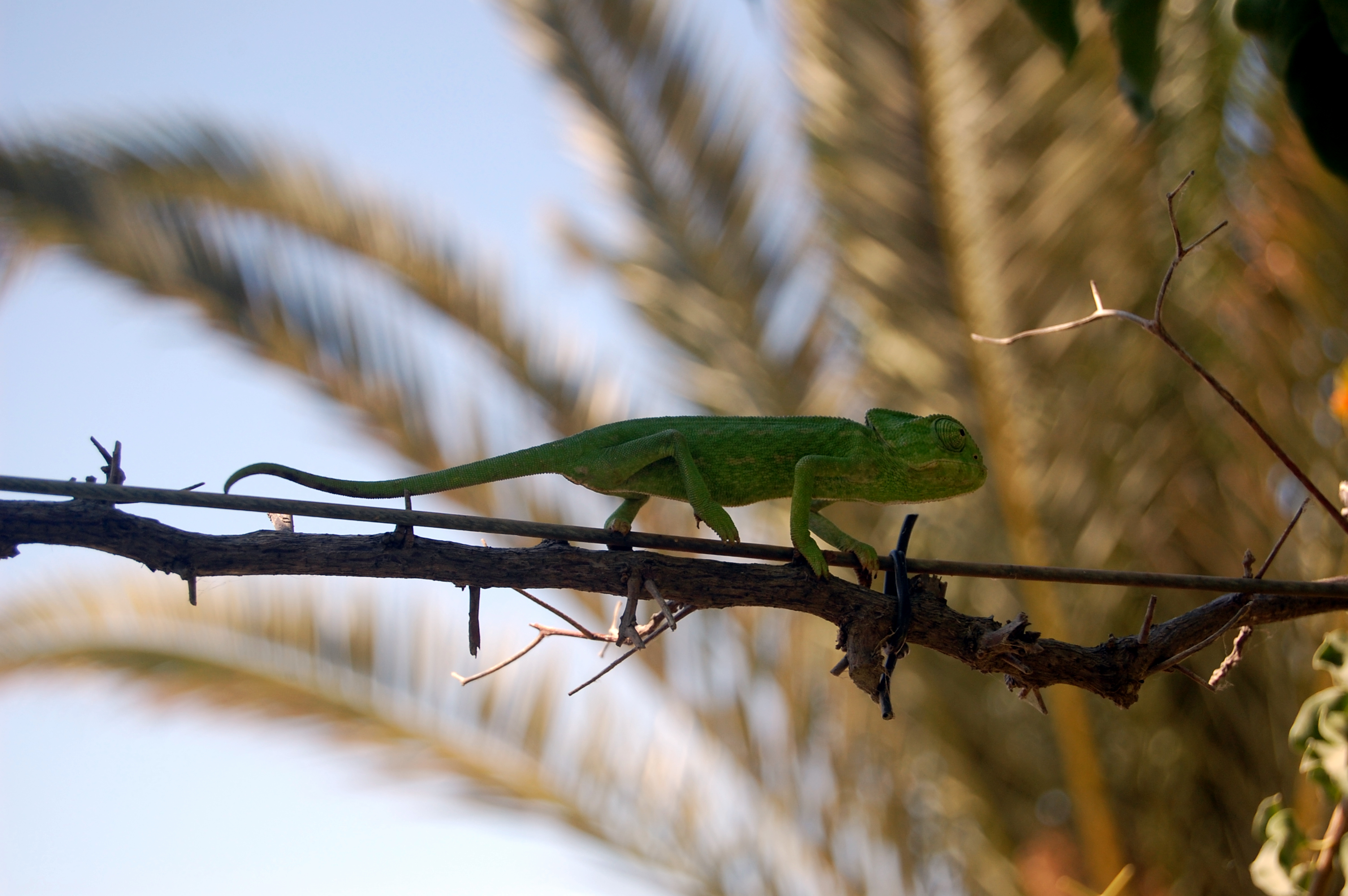
Обыкновенный хамелеон

- Семейство Гекконы, или Цепкопалые (Gekkonidae)
  - Род Средиземноморские тонкопалые гекконы (Mediodactilus)
    - Вид Средиземноморский геккон (Mediodactilus (Cyrtopodion) kotschyi)[3]
      - Подвид Mediodactilus (Cyrtopodion) kotschyi fitzingeri[4];

  - Род Hemidactylus[англ.]*
    - Вид Турецкий полупалый геккон Hemidactylus turcicus
      - Подвид Hemidactylus turcicus turcicus;

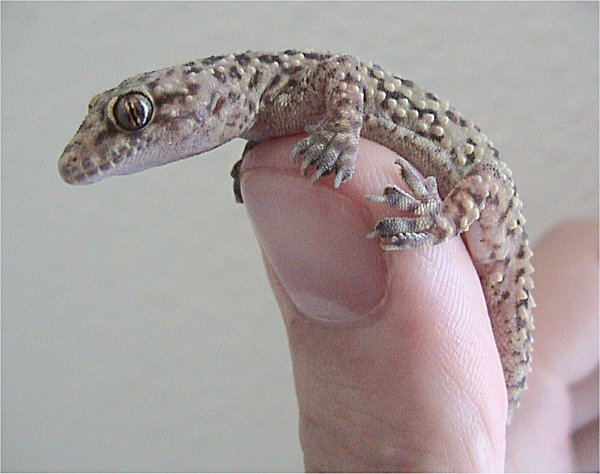
Турецкий полупалый геккон

- Семейство Агамовые (Agamidae)
  - Род Азиатские горные агамы (Laudakia)
    - Вид Агама-гардун (Laudakia stellio);
      - Подвид Laudakia stellio cypriaca[4]

- Агама-гардун

- Семейство Сцинковые (Scincidae)
  - Род Гологлазы (Ablepharus)
    - Вид Ablepharus budaki[англ.]

  - Род Халциды (Chalcides)

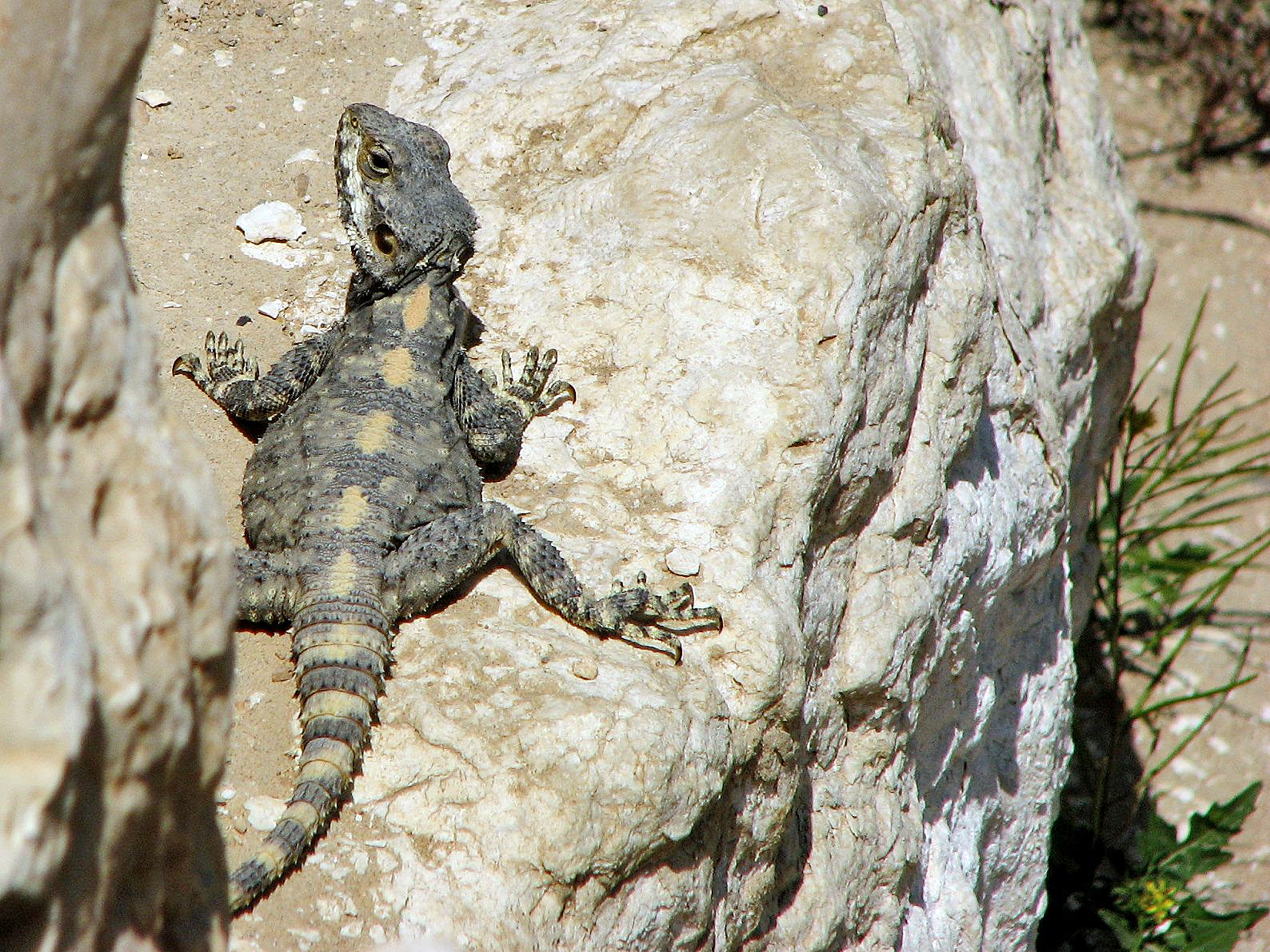
Агама-гардун

    - Вид Глазчатый хальцид (Chalcides ocellatus)

  - Род Длинноногие сцинки (Eumeces)
    - Вид Длинноногий сцинк (Eumeces schneideri);
    - Подвид Eumesces schneiderii ssp.[4]

  - Род Африканские мабуи (Trachylepis);
    - Вид Trachylepis vittata[англ.]

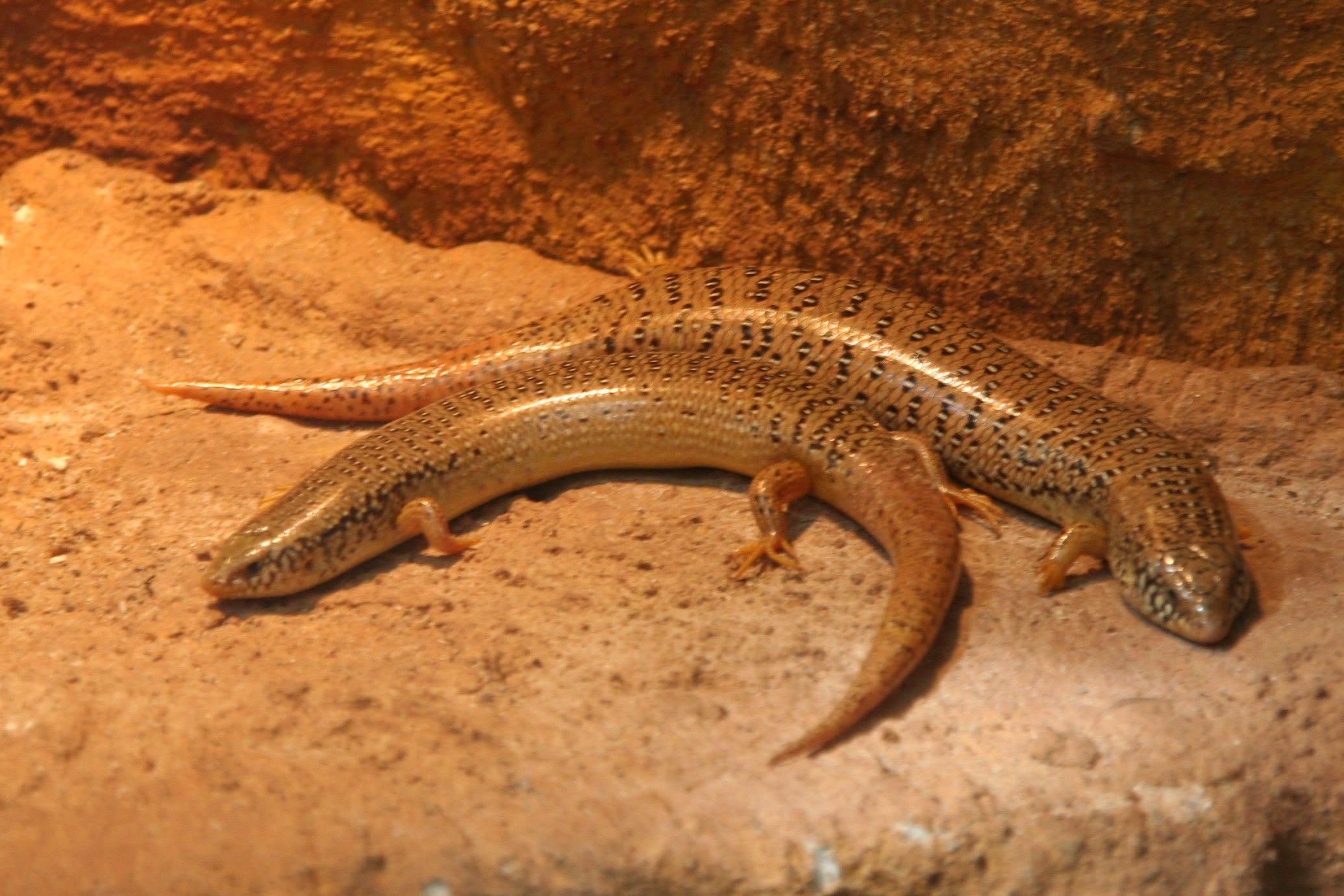
Глазчатый хальцид
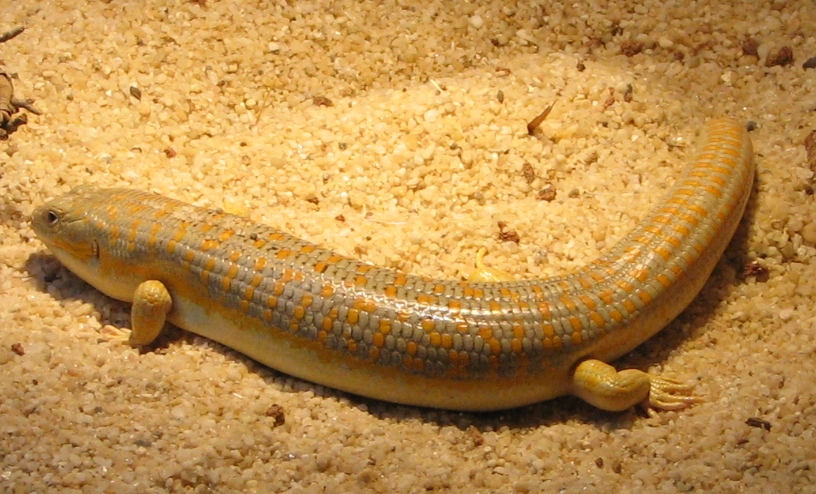
Длинноногий сцинк
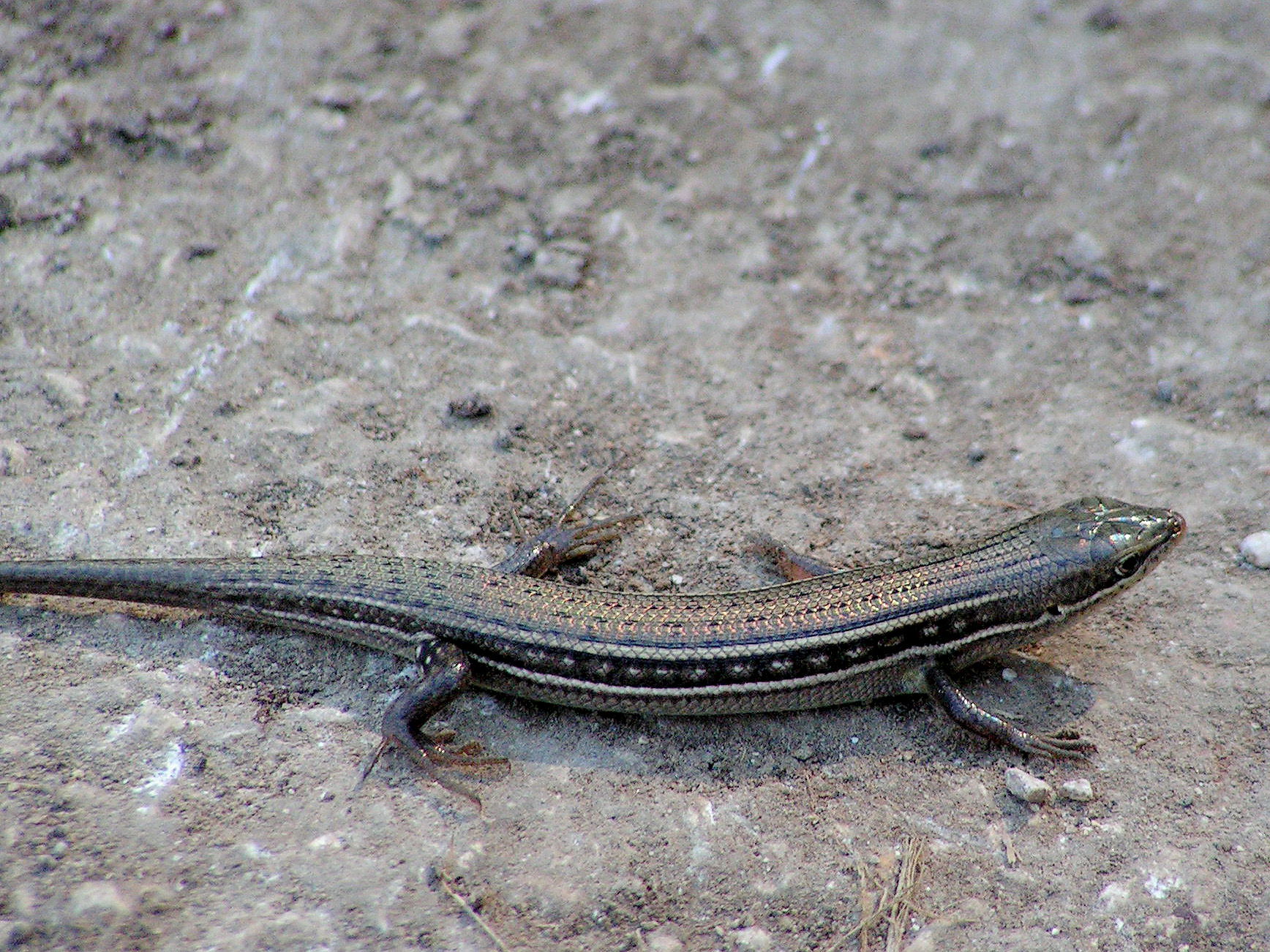
Trachylepis vittata

- Семейство Настоящие ящерицы (Lacertidae)
  - Род Гребнепалые ящерицы (Acanthodactylus)
    - Вид Acanthodactylus schreiberi
      - Подвид Acanthodactylus schreiberi schreiberi;

  - Род Змееголовки (Ophisops)
    - Вид Стройная змееголовка (Ophisops elegans);
      - Подвид Ophisops elegans schlueteri[4]

  - Род Phoenicolacerta
    - Вид Phoenicolacerta troodica[4][5]

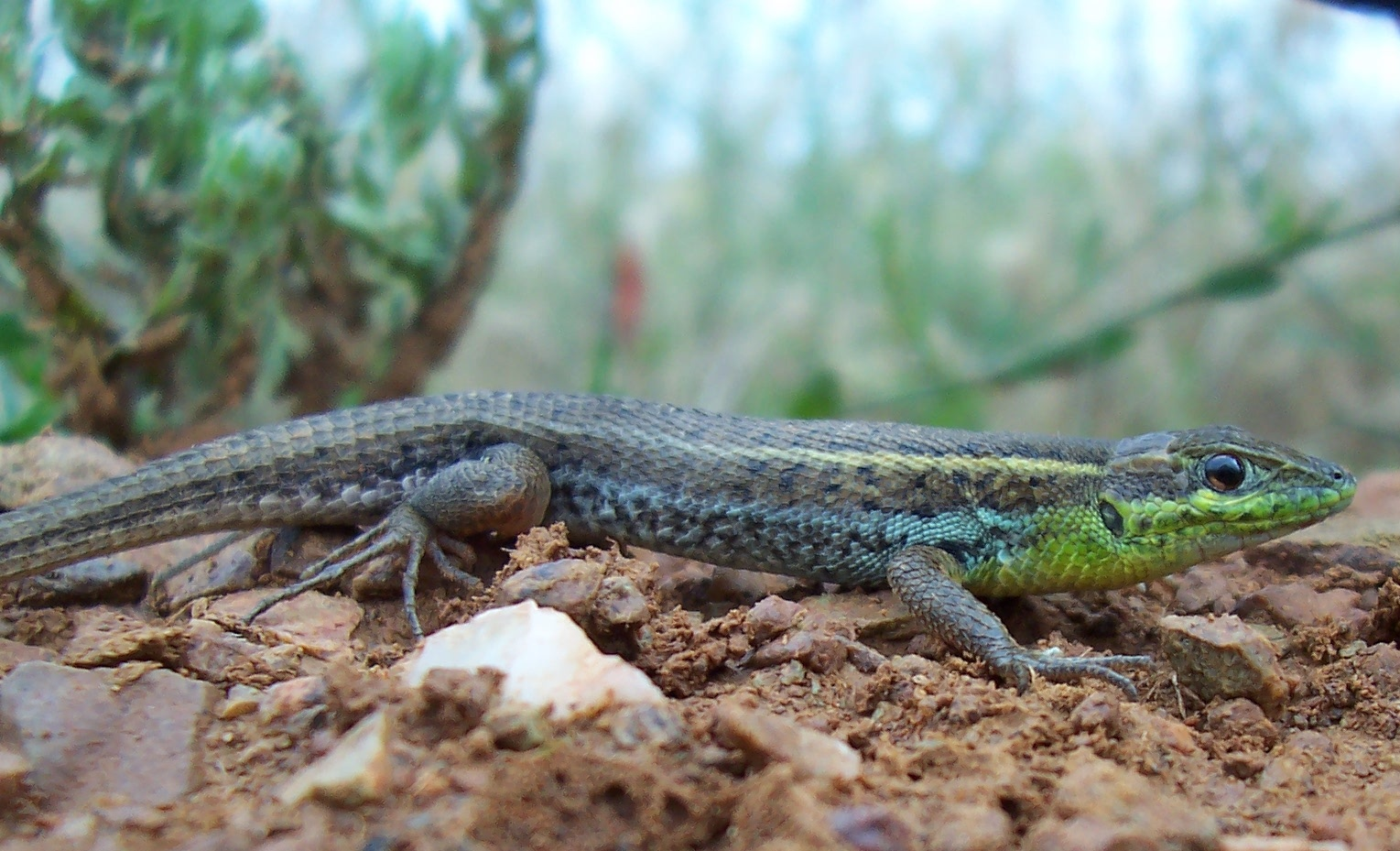
Стройная змееголовка

## ОтрядЗмеи(Serpentes)
- Семейство Слепозмейки, или Слепуны (Typhlopidae)[6]
  - Род Слепозмейки, или Слепуны (Typhlops)
    - Вид Червеобразная слепозмейка (Typhlops vermicularis);

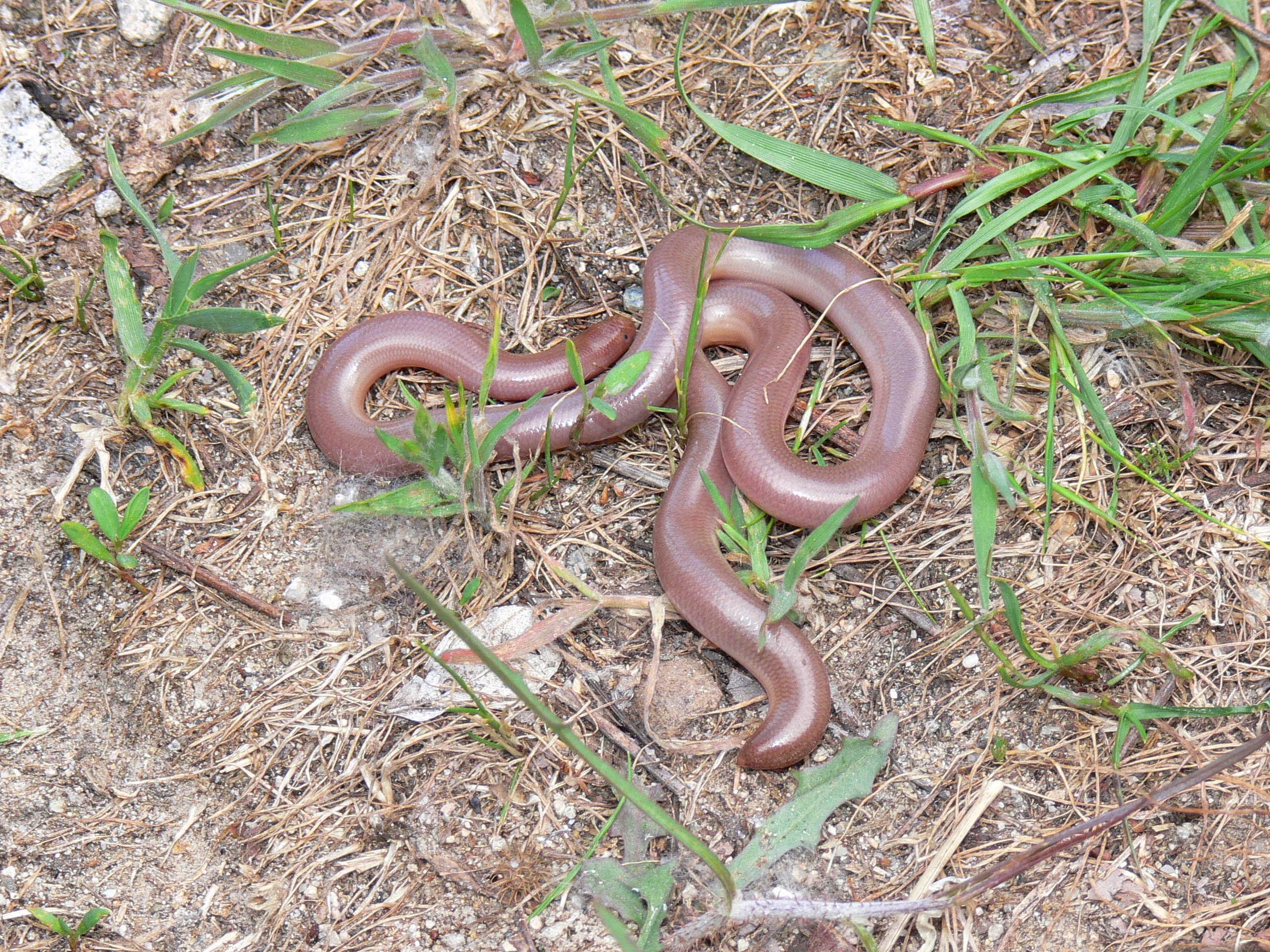
Червеобразная слепозмейка

- Семейство Ужеобразные (Colubridae)
  - Род Стройные полозы (Coluber)
    - Вид Оливковый полоз (Coluber najadum)[7];
    - Вид Свинцовый полоз (Coluber nummifer)[8];

  - Род Dolicophis
    - Вид Dolicophis jugularis[9]
      - Подвид Dolicophis jugularis cypriacus[4]

  - Род Эйренис (Eirenis)
    - Вид Eirenis levantinus

  - Род Гиерофисы (Hierophis)
    - Вид Hierophis cypriensis[4][10];

  - Род Ящеричные змеи (Malpolon)
    - Вид Ящеричная змея (Malpolon monspessulanus)
      - Подвид Malpolon monspessulanus insignitus

  - Род Настоящие ужи (Natrix)
    - Вид Обыкновенный уж (Natrix natrix);
    - Вид Водяной уж (Natrix tesellata)
      - Подвид Natrix natrix cypriaca[4];

  - Род Кошачьи змеи (Telescopus)
    - Вид Кавказская кошачья змея (Telescopus fallax)
      - Подвид Telescopus fallax cyprianus[4]

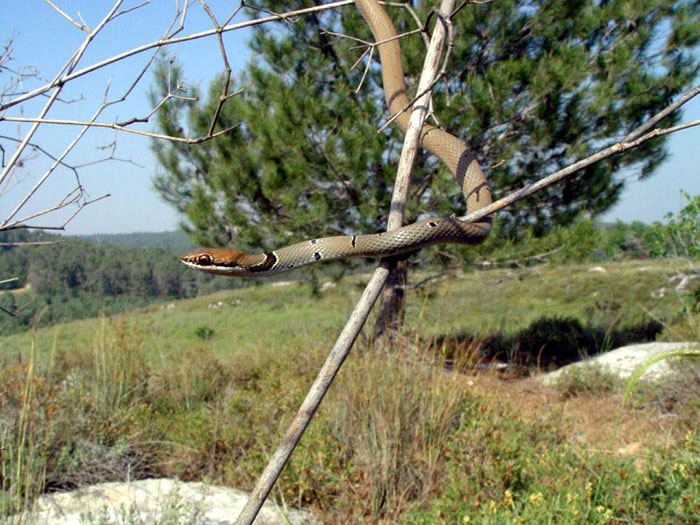
Оливковый полоз
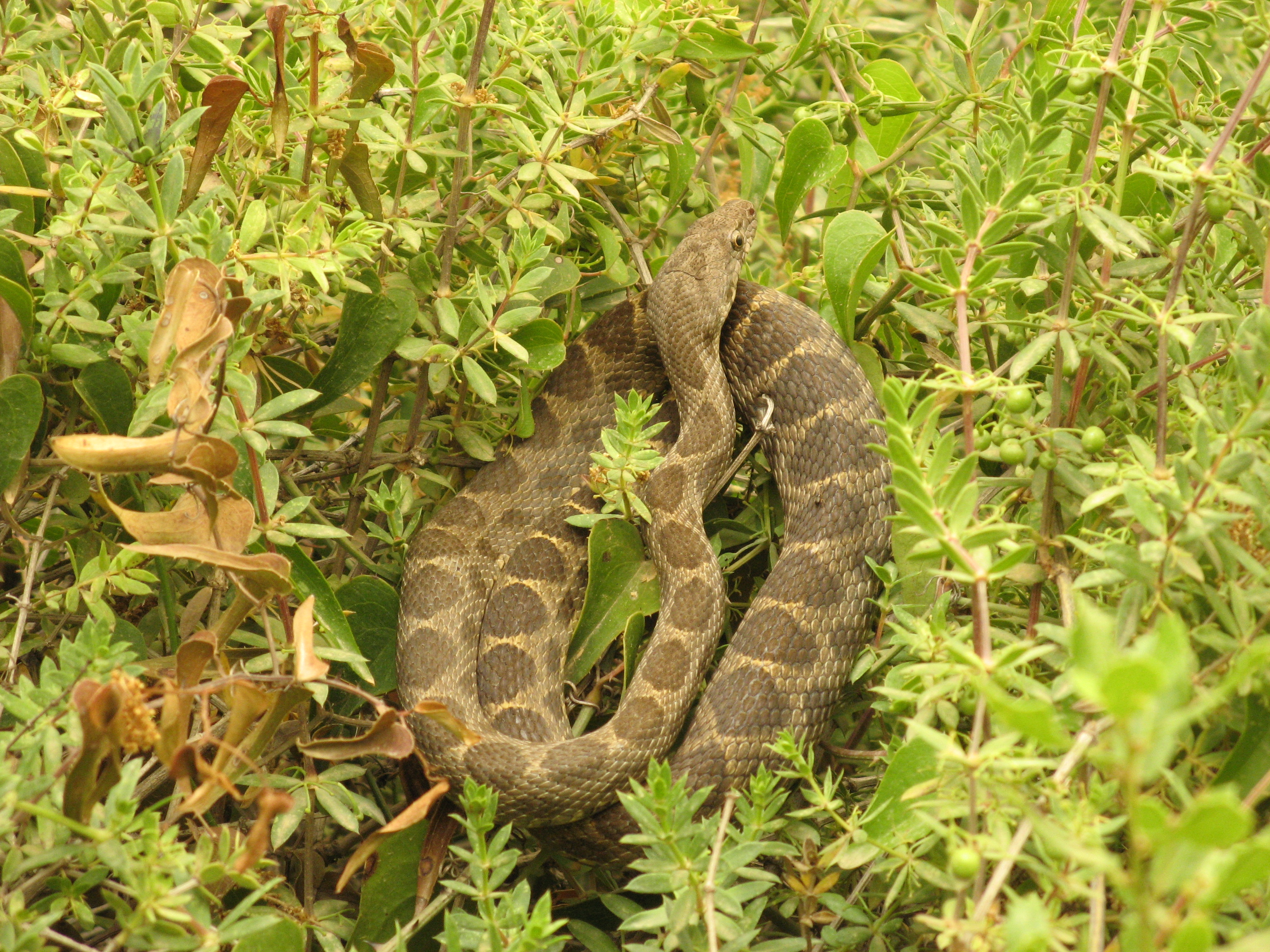
Свинцовый полоз
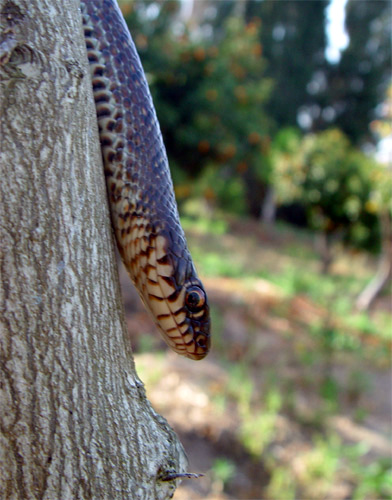
Dolicophis (Coluber) jugularis
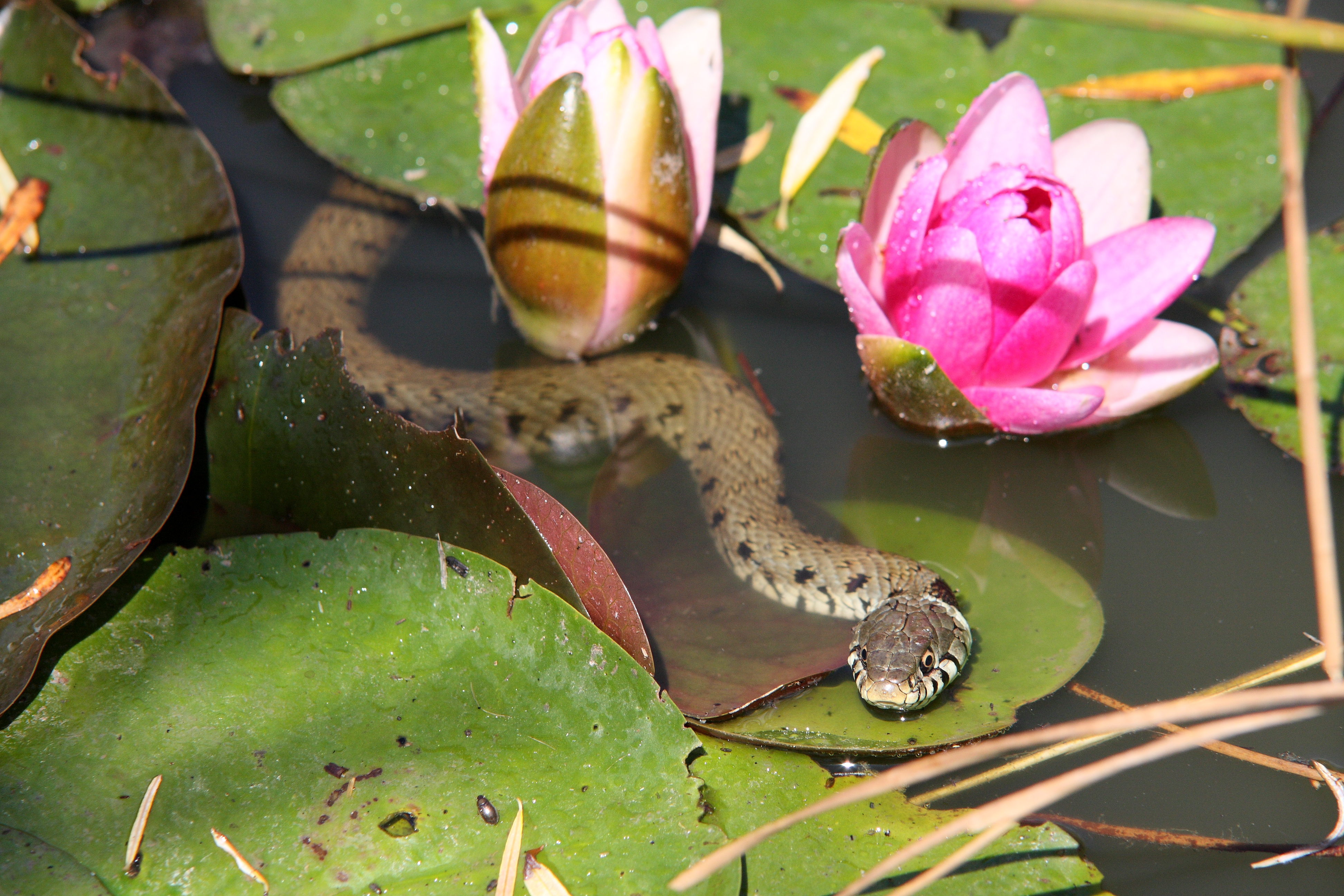
Обыкновенный уж
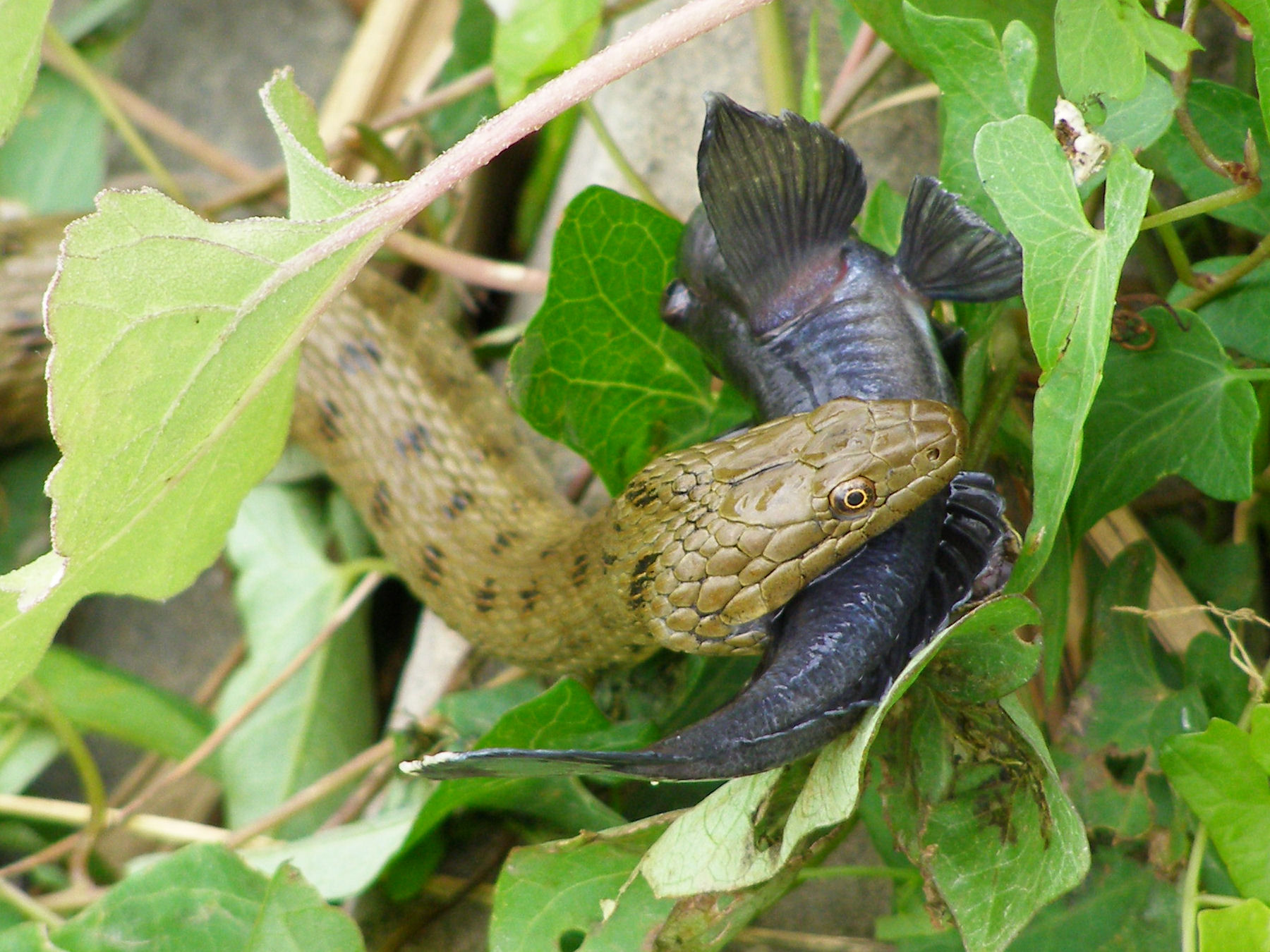
Водяной уж
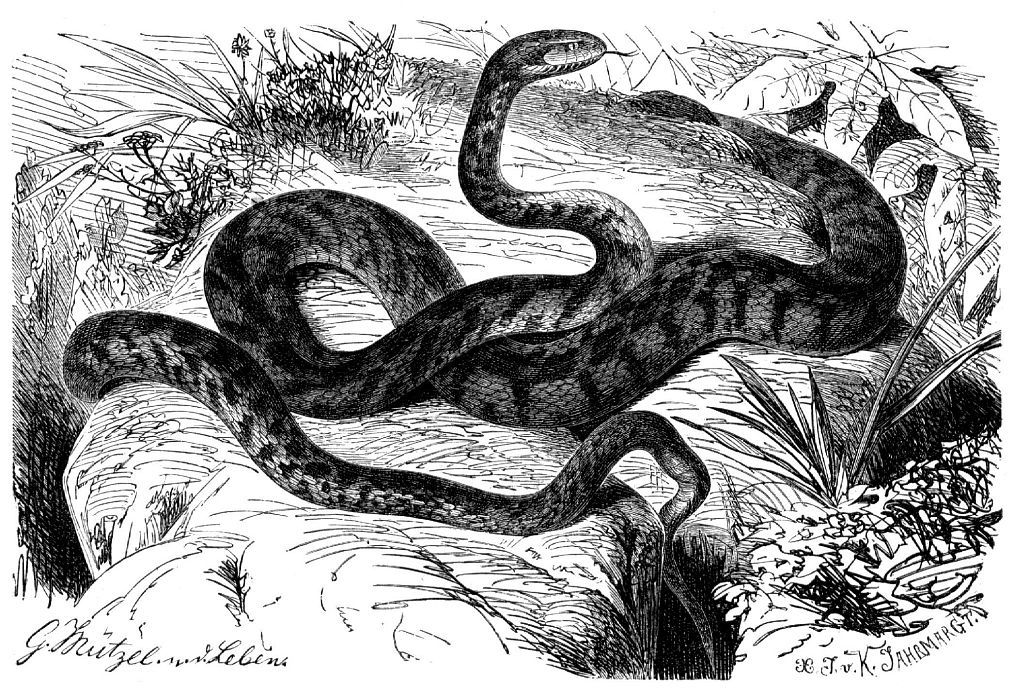
Кавказская кошачья змея

- Семейство Гадюковые змеи, или гадюки (Viperidae)
  - Род Гигантские гадюки (Macrovipera)
    - Вид Гюрза, или ливанская гадюка (Macrovipera lebetina)
      - Подвид Macrovipera lebetina lebetina[4]